# Mikó Lőrinc (közíró)
Mikó Lőrinc (Kolozsvár, 1951. január 4. – Kolozsvár, 2015. március 26.) erdélyi magyar jogi közíró, unitárius egyházi tanácsos. Mikó Imre (1911–1977) jogász, szakíró, műfordító, író fia.

## Élete és munkássága
Szülővárosában az Ady-Şincai Líceumban érettségizett 1970-ben, a Babeş-Bolyai Egyetemen 1974-ben közgazdasági, majd 1981-ben jogi diplomát szerzett. Pályáját az Unitárius Püspökségen pénzügyi ellenőrként kezdte; 1984-től előadó-tanácsos lett és a Keresztény Magvető szerkesztőbizottsági tagja; itt jelent meg első írása is. Az 1989-es fordulat után bekapcsolódott a nemzetiségpolitikai küzdelmekbe. A Romániai Magyar Közgazdász Társaság alelnöke volt 1990–91 között. A Történelmi Magyar Egyházak Püspöki Tanácsának titkára 1991-től. 1992 februárjában Kolozsvár város egyik RMDSZ-tanácsosának választották.
Politikai publicisztikája a Szabadság, Romániai Magyar Szó, Falvak Népe, Keresztény Szó hasábjain jelent meg. Kiemelkedő írásai a Szabadságban a következők: Püspökök állásfoglalása (1990. november 13.); A román katonai doktrína magyar vonatkozásai (1991. január 8.); Helyhatósági választások – európai önigazgatási modellek (1991. december 31.); Lojalitás (1992. január 30.). A Romániai Magyar Szóban az egyházi önkormányzattal (1990. augusztus 30.), a Keresztény Szóban az új vallásügyi törvénnyel (1991. január 13.) foglalkozik.